# Kira Matsutani
Kira Matsutani (松谷 綺, Matsutani Kira; 1 de junio de 2003) es una peleadora de kickboxing Japónesa que actualmente compite en la categoría de peso átomo de K-1. Es la actual campeona de peso átomo de Krush y K-1.

## Carrera de Kickboxing

### RISE
Matsutani enfrentó a Karen en NJKF 2019 2nd el 2 de junio de 2019. Ganó la pelea por decisión unánime.
Matsutani enfrentó a Koyuki Miyazaki en RISE GIRLS POWER el 8 de noviembre de 2019. Terminó en empate la pelea por decisión dividida.
Matsutani enfrentó a Arina Kobayashi en RISE Girls Power 2 el 11 de febrero de 2020. Terminó en empate la pelea por decisión dividida.
Matsutani enfrentó a Miyu Sakata en RISE GIRLS POWER 3 el 20 de septiembre de 2020. Ganó la pelea por decisión unánime.

### K-1
Matsutani enfrentó a Yuri Morikawa en Krush 130 el 31 de octubre de 2021. Ganó la pelea por decisión unánime. El siguiente, ella enfrentó a Satomi Toyoshima en Krush 134 el 20 de febrero de 2022. Ganó la pelea por decisión unánime.
Matsutani enfrentó a Miyuu Sugawara en K-1: Ring of Venus el 25 de junio de 2022. Perdió la pelea por decisión mayoritaria y fue la primera derrota de su carrera profesional.
Matsutani enfrentó a Yu en Krush 143 el 26 de noviembre de 2022. Ganó la pelea por decisión dividida. El siguiente, ella enfrentó a Ga Yeon Won en Krush Ring of Venus el 8 de abril de 2023. Ganó la pelea por decisión unánime.
Matsutani enfrentó a Phayahong Ayothayafightgym en K-1 World GP 2023 el 17 de julio de 2023. Ganó la pelea por decisión unánime después de la prórroga.
Matsutani iba a enfrente a Mako Yamada en Krush 155 el 25 de noviembre de 2023. Yamada abandonó por fractura en la mano y Nana Okuwaki asistió en lugar. Matsutani ganó la pelea por decisión unánime.
Matsutani enfrentó a Jung Yujung en K-1 World GP 2024 el 7 de julio de 2024. Ganó la pelea por decisión unánime.
Matsutani enfrentó a Gabrielle De Ramos en Krush 167 el 16 de noviembre de 2024. Ganó la pelea por nocaut en el primer asalto y fue la primera victoria por nocaut.

## Campeonatos y logros

### Amateur
- BigBang
  - Campeonato de Bigbang women -40kg
  - Campeonato de Bigbang women -45kg (Una defensa titular exitosa)
- New Japan Kickboxing Federation
  - Campeonato de NJKF EXPLOSION women -46kg

### Professional
- Krush
  - Campeonato de peso átomo de Krush
- K-1
  - Campeonato de peso átomo de K-1

## Récord en Kickboxing
| Récord en Kickboxing                       | Récord en Kickboxing | Récord en Kickboxing       | Récord en Kickboxing                                               | Récord en Kickboxing | Récord en Kickboxing     | Récord en Kickboxing | Récord en Kickboxing |
| ------------------------------------------ | -------------------- | -------------------------- | ------------------------------------------------------------------ | -------------------- | ------------------------ | -------------------- | -------------------- |
| 13 Victorias, 1 Derrota, 2 Empates         |                      |                            |                                                                    |                      |                          |                      |                      |
| Fecha                                      | Resultado            | Oponente                   | Evento                                                             | Localización         | Método                   | Ronda                | Tiempo               |
| 2025-02-09                                 | Victoria             | Aki Suematsu               | K-1 World MAX 2025 - Atomweight Championship Tournament Final      | Tokio, Japón         | Decisión (Mayoritaria)   | 3                    | 3:00                 |
| Ganó el Campeonato de peso átomo de K-1.   |                      |                            |                                                                    |                      |                          |                      |                      |
| 2025-02-09                                 | Victoria             | Mafia Petchmongkoldee      | K-1 World MAX 2025 - Atomweight Championship Tournament Semifinals | Tokio, Japón         | Decisión (Unánime)       | 3                    | 3:00                 |
| 2024-11-16                                 | Victoria             | Gabrielle De Ramos         | Krush 167                                                          | Tokio, Japón         | KO                       | 1                    | 1:48                 |
| 2024-07-07                                 | Victoria             | Jung Yujung                | K-1 World MAX 2024                                                 | Tokio, Japón         | Decisión (Unánime)       | 3                    | 3:00                 |
| 2023-11-25                                 | Victoria             | Nana Okuwaki               | Krush 155 - 15th Anniversary                                       | Tokio, Japón         | Decisión (Unánime)       | 3                    | 3:00                 |
| Ganó el Campeonato de peso átomo de Krush. |                      |                            |                                                                    |                      |                          |                      |                      |
| 2023-07-17                                 | Victoria             | Phayahong Ayothayafightgym | K-1 World GP 2023                                                  | Tokio, Japón         | Ext.R Decisión (Unánime) | 4                    | 3:00                 |
| 2023-04-08                                 | Victoria             | Ga Yeon Won                | Krush Ring of Venus                                                | Tokio, Japón         | Decisión (Unánime)       | 3                    | 3:00                 |
| 2022-11-26                                 | Victoria             | Yu                         | Krush 143                                                          | Tokio, Japón         | Decisión (Dividida)      | 3                    | 3:00                 |
| 2022-06-25                                 | Derrota              | Miyuu Sugawara             | K-1: Ring of Venus, Tournament Semifinal                           | Tokio, Japón         | Decisión (Mayoritaria)   | 3                    | 3:00                 |
| 2022-02-20                                 | Victoria             | Satomi Toyoshima           | Krush 134                                                          | Tokio, Japón         | Decisión (Unánime)       | 3                    | 3:00                 |
| 2021-10-31                                 | Victoria             | Yuri Morikawa              | Krush 130                                                          | Tokio, Japón         | Decisión (Unánime)       | 3                    | 3:00                 |
| 2020-09-20                                 | Victoria             | Miyu Sakata                | RISE GIRLS POWER 3                                                 | Tokio, Japón         | Decisión (Unánime)       | 3                    | 3:00                 |
| 2020-02-11                                 | Empate               | Arina Kobayashi            | RISE Girls Power 2                                                 | Tokio, Japón         | Decisión (Dividida)      | 3                    | 3:00                 |
| 2019-12-22                                 | Victoria             | Mari Kamikariya            | Stand up Kickboxing Vol.1                                          | Tokio, Japón         | Decisión (Unánime)       | 3                    | 3:00                 |
| 2019-11-08                                 | Empate               | Koyuki Miyazaki            | RISE GIRLS POWER                                                   | Tokio, Japón         | Decisión (Dividida)      | 3                    | 3:00                 |
| 2019-06-02                                 | Victoria             | Chizuru Nanase             | NJKF 2019 2nd                                                      | Tokio, Japón         | Decisión (Unánime)       | 3                    | 2:00                 |